# Левчишин Борис Олексійович
Борис Олексійович Левчишин (1929 — 1991, село Годомичі Маневицького району Волинської області) — український радянський діяч, голова колгоспу імені Леніна села Годомичі Маневицького району Волинської області. Депутат Верховної Ради УРСР 10—11-го скликань.

## Біографія
Освіта вища. Закінчив Львівський зооветеринарний інститут.
У 1953—1961 роках — агроном машинно-тракторної станції (МТС); голова колгоспу «Росія» Ківерцівського району Волинської області.
Член КПРС з 1956 року.
У 1961—1991 роках — голова колгоспу імені Леніна села Годомичі Маневицького району Волинської області.

## Нагороди
- ордени
- медалі